# 神鵰俠侶 (1998年臺視電視劇)
《神鵰俠侶》（英語：The Return of the Condor Heroes）是1998年8月25日至10月28日首播的台灣電視公司八點檔連續劇，楊佩佩製作，任賢齊、吳倩蓮、孫興、夏文汐、季芹、李立群、六月、陳紅、梁家仁、高捷、黑子、趙毅、朱晏、劉孜、董曉燕、塗松岩、李志希、岳躍利、徐少強、閻青妤、常汝言、潘虹、劉肖、姬晨牧、王彪、張熙、邬倩倩主演。由於劇情與原著小說內容改動甚大，播出時曾引起正反不一的評價。
2013年6月5日於台視主頻八點檔時段重播，1998年亞洲電視本港台香港首播。

## 播出時間

### 首播
| 頻道 | 所在地 | 播映日期        | 播出時間                        |
| ---- | ------ | --------------- | ------------------------------- |
| 台視 | 台灣   | 1998年8月25日起 | 每週一至週五晚間20:00-21:00播出 |
| 台視 | 台灣   | 2013年6月5日起  | 每週一至週四晚間20:00-22:00播出 |

## 演員

### 主要演員
| 演員   | 角色   | 介紹     | 配音 |
| 任賢齊 | 楊 過  | 楊康之子 |      |
| 任賢齊 | 楊 康  |          |      |
| 吳倩蓮 | 小龍女 |          |      |

### 郭靖一家
| 演員   | 角色   | 介紹                     | 配音   |
| 孫 興  | 郭 靖  |                          |        |
| 夏文汐 | 黃 蓉  |                          | 李映淑 |
| 季 芹  | 郭 芙  | 郭靖之長女               |        |
| 六 月  | 郭 襄  | 郭靖之幼女               |        |
| 劉 肖  | 武修文 | 武三通之長子；郭靖之弟子 |        |
| 姬晨牧 | 武敦儒 | 武三通之幼子；郭靖之弟子 |        |

### 古墓派
| 演員   | 角色   | 介紹         | 配音   |
| 陳 紅  | 李莫愁 | 小龍女之師姐 | 陈惠卿 |
| 常汝言 | 孫婆婆 | 古墓派女僕   |        |

### 全真派
| 演員   | 角色   | 介紹                 | 配音 |
| 李志希 | 尹志平 | 丘處機之弟子         |      |
| 岳躍利 | 趙志敬 | 馬鈺之弟子           |      |
| 潘 虹  | 丘處機 | 全真七子之一：長春子 |      |
| 于文仲 | 馬 鈺  | 全真七子之首：丹陽子 |      |
| 郝光明 | 張志光 | 全真派弟子           |      |
| 姜 洋  | 馮志浩 | 全真派弟子           |      |

### 丐幫
| 演員   | 角色   | 介紹  | 配音   |
| 梁家仁 | 洪七公 | 北 丐 | 沈光平 |
| 王 彪  | 魯有腳 |       |        |
| 呂嶽民 | 康長老 |       |        |
| 呂樹平 | 方長老 |       |        |

### 陸家莊
| 演員   | 角色   | 介紹           | 配音 |
| 徐少強 | 陸展元 | 李莫愁之舊情人 |      |
| 鄔倩倩 | 何沅君 | 陸展元之妻     |      |
| 劉 孜  | 陸無雙 | 陸展元之女     |      |

### 大遼
| 演員  | 角色     | 介紹                     | 配音   |
| 高 捷 | 金輪法王 | 大遼國師                 | 王希華 |
| 黑 子 | 霍 都    | 金輪法王三弟子、大遼王爺 |        |
| 趙 毅 | 達爾巴   | 金輪法王二弟子           |        |

### 絕情谷
| 演員   | 角色     | 介紹           | 配音   |
| 徐少強 | 公孫止   | 絕情主         | 康殿宏 |
| 閻青妤 | 裘千尺   | 公孫止之妻     |        |
| 董曉燕 | 公孫綠萼 | 公孫止之獨生女 |        |

### 其他演員
| 演員   | 角色     | 介紹             | 配音   |
| 李立群 | 歐陽鋒   | 西 毒            |        |
| 劉 家  | 穆念慈   | 楊過之母         |        |
| 塗松岩 | 耶律齊   |                  |        |
| 張 熙  | 陸冠英   |                  |        |
| 伊 芳  | 程瑤迦   | 陸冠英之妻       |        |
| 朱 晏  | 程 英    | 黃藥師之關門弟子 |        |
| 萬 寧  | 洪凌波   | 李莫愁之弟子     |        |
| 李惠民 | 完颜洪烈 | 大金國王爺       | 徐健春 |

- 官志宏：旁白配音

## 劇情變動
- 原作小說中一些重要角色如黃藥師、周伯通、一燈大師、劉瑛、柯鎮惡、裘千仞（慈恩）、忽必烈、曲傻姑、完顏萍、耶律燕、耶律楚材等皆未出場(有些人僅於對話中提及)，由其他角色分擔戲份。
- 故事開頭時，有出現楊康追殺郭靖與黃蓉的橋段,後被歐陽鋒所救,但條件是需交出九陰真經。
- 楊康並非中蛇毒死於鐵槍廟，而是被黃蓉所殺。
- 穆念慈在故事開始時仍然與楊過相依為命並未病逝，死因改為為吸出楊過所中冰魄銀針之毒，中毒過深死亡。
- 小龍女所穿的衣服並不是小說所描述的白衣，以黑衣造型居多。
- 原著中楊過為救小龍女抱著李莫愁,本劇改為為救陸無雙抱著李莫愁。
- 歐陽鋒與洪七公戲份大增，幾乎貫串整個故事。兩人的華山決戰，推遲到小龍女跳斷腸崖之後。
- 歐陽鋒為尋找楊過下落,將丐幫弟子抓住,與洪七公大打出手,誤傷楊過。楊過警告歐陽鋒如果再跟洪七公打架,將失去他這個好兒子。
- 本劇洪七公會醫術,因此在洪七公與楊過、陸無雙初次見面時,醫好了陸無雙的腿,並打算替楊過陸無雙作媒,但歐陽鋒認為洪七公不安好心,還說陸無雙可能無法生育,認為洪七公此舉是想令歐陽鋒絕子絕孫,於是抱著陸無雙打算將她攆走,兩人大打出手,皆受重傷。
- 歐陽鋒拿著一袋青蛙與蛇打算嚇洪七公,不料卻被洪七公做成美食,因此歐陽鋒在房裡哭,令洪七公大倒胃口。歐陽鋒表示為了不讓寶貝兒子楊過生氣,從今以後不跟洪七公打架,洪七公則說既然歐陽鋒不傷人,自己也不會那麼小氣,於是兩人化敵為友。
- 郭靖罵郭芙不如楊過,郭芙為證明自己能力行刺霍都不果被擒,洪七公為救郭芙獨自一人前往大遼軍營,卻遭霍都以暗器所傷,後被歐陽鋒所救。郭芙抱怨洪七公為何不把武功學好,洪七公則感嘆自己老了,功力也退化了,歐陽鋒則安慰洪七公他沒有老,他還很年輕,並說自己若有女兒,一定讓她嫁給洪七公,讓洪七公當自己女婿,洪七公則表示這個主意不錯。
- 洪七公為報答歐陽鋒的救命之恩,打算治好歐陽鋒的病。
- 本劇嚴重削弱郭靖、黃蓉、洪七公等人的武功。例如:郭靖不敵金輪法王;黃蓉不敵李莫愁;郭黃兩人曾被霍都的寒冰掌冰封(雖然此版郭靖會九陽神功);洪七公無法抵抗李莫愁的簫聲,且曾被楊過一掌打傷吐血。
- 陸無雙改為陸展元與何沅君之女，且與程英並非表姊妹。
- 楊過與陸無雙初次結識改為在陸家莊。
- 程英因為當年家鄉瘟疫,全家只剩她一人存活,由於她死去的弟妹,皆與楊過陸無雙年齡相近,因此與楊過陸無雙一見如故。
- 程英戴面紗的原因改為天生破相,被郭芙揭開面紗後一蹶不振,經楊過安慰而釋懷。歐陽鋒將其誤認為阿蠻時,曾對其說「阿蠻很漂亮,沒有她這麼醜」。
- 楊過小龍女因誤會分離後,為追尋楊過下落與尹志平結伴而行,由於客棧只剩一間房,且小龍女不諳世道,因此與尹志平同居一房。而後尹志平為了不讓小龍女見到楊過,買通兩個丐幫弟子,欺騙小龍女丐幫英雄大會已經取消。
- 新增楊過為報復黃蓉誘拐郭芙等情節
- 趙志敬改為馬鈺門徒，並取代小說中鹿清篤的戲份。
- 孫婆婆改成為尹志平誤殺。
- 楊過與陸無雙結伴江湖的時間變長，甚至曾被丐幫幫眾以石灰毒瞎過一陣子,因此遭李莫愁譏「一個是跛的,一個是瞎的,真是天造地設的一對」,後來靠九陰真經復明。
- 新增覬覦郭芙的角色，凌千峰與其奴僕。
- 楊過與洪七公相識的地點並非華山。
- 陸無雙偷走五毒秘傳後,依照書上指示以七色斷魂花向李莫愁下毒,但最終失敗,被李莫愁追殺。
- 尹志平遭趙志敬下和合散,玷汙了小龍女的清白,對此深感懊悔,自宮斷絕自己對小龍女的情慾,並對趙志敬恨之入骨,因此趙志敬裝瘋逃避尹志平的報復。
- 霍都改為亡遼貴族之後,全名為耶律霍都。因此原作的「蒙古侵略南宋」全然改掉，取而代之的是金輪法王、霍都等人復興遼國的侵略情節。
- 移魂大法改為能以雙掌透過他人，察覺到對方所經歷的過去。
- 歐陽鋒的嫂子阿蠻與李莫愁長相極為相似,因此使得歐陽鋒與李莫愁交手時,想成自己與阿蠻的陳年往事。
- 本劇陸展元與公孫止皆為徐少強飾演，因此公孫止曾被李莫愁、陸無雙誤認成陸展元。公孫止被逐出絕情谷後為了報復，利用相貌欺騙了李莫愁的感情。陸無雙將公孫止誤認為陸展元,險遭公孫止玷汙,後被李莫愁所救,因此好色的本性被李莫愁看穿。
- 歐陽鋒的兒子歐陽克原作中為楊康所殺，此劇改成為黃蓉所殺，這件事被裘千尺提起刺激到歐陽鋒，使歐陽鋒恢復了過去的記憶。同時，此橋段與裘千尺故意激起其兄裘千仞的記憶有異曲同工之妙。
- 公孫止絕情谷將郭襄抓走作為人質，深愛郭襄的李莫愁捨身相救，以冰魄銀針刺殺公孫止，最後裘千尺再用棗核釘把公孫止打下斷腸崖。
- 李莫愁因為郭襄的關係對自己過去的罪孽深感悔悟，所以將洪凌波等弟子逐出赤霞山莊。
- 李莫愁臨終前感嘆自己無法看著郭襄長大,並盼望郭襄福澤深厚多人憐愛,不要像自己一樣為情所困痛苦一生。因為情花毒痛苦不堪，自願死在陸無雙手上。
- 郭靖感念李莫愁對郭襄的恩情,在其死後為其建墳墓。
- 公孫綠萼為了將半枚絕情丹送給楊過惹怒裘千尺，結果捨身接下裘千尺攻擊楊過的棗核釘而死。裘千尺因為誤殺愛女深感痛苦後悔，以淚洗面最後失明。
- 耶律齊的出場推遲到十六年後。其時已與郭芙成婚。
- 達爾巴並未如原著因為惡不深，殺死霍都後遠離中土。此劇中取代掉原作尼摩星的戲份，被楊過以飛葉所殺。
- 與金輪法王的最後決戰並非襄陽而是在絕情谷，練成龍象般若功的金輪法王甚至能擊敗郭靖。
- 本作任賢齊所飾演的楊過斷掉的是左臂。

## 收視率
根據AGB尼爾森調查四歲以上收看《神鵰俠侶》之觀眾可知收視率，如以下所示：
| 播映日期                     | 週數     | 平均收視率 | 排名 | 集數  | 備註 |
| ---------------------------- | -------- | ---------- | ---- | ----- | ---- |
| 2013年6月5日－2013年6月6日   | 01       | 0.27       | 7    | 01-02 |      |
| 2013年6月10日－2013年6月13日 | 02       | 0.44       | 6    | 03-06 |      |
| 2013年6月17日－2013年6月20日 | 03       | 0.40       | 6    | 07-10 |      |
| 2013年6月24日－2013年6月27日 | 04       | 0.45       | 5    | 11-14 |      |
| 2013年7月1日－2013年7月4日   | 05       | 0.40       | 6    | 15-18 |      |
| 2013年7月8日－2013年7月11日  | 06       | 0.55       | 6    | 19-22 |      |
| 2013年7月15日                | 07       | 0.92       | 3    | 23    |      |
| 平均收視                     | 平均收視 | 0.49       |      |       |      |

## 外部連結
- 互联网电影数据库（IMDb）上《神鵰俠侶》的资料（英文）

## 作品的變遷
| 台視 週一至週五 20:00                   | 台視 週一至週五 20:00                       | 台視 週一至週五 20:00 |
| --------------------------------------- | ------------------------------------------- | --------------------- |
|                                         | 神鵰俠侶 （1998.8.25 - 1998.10.28）         |                       |
| 一品夫人芝麻官 （1998.6.1 - 1998.8.25） | 倚天屠龍記精華版 （1998.10.28 - 1999.1.12） |                       |

| 台視 週一至週四 晚間20:00~22:00          | 台視 週一至週四 晚間20:00~22:00              | 台視 週一至週四 晚間20:00~22:00 |
| ---------------------------------------- | -------------------------------------------- | ------------------------------- |
|                                          | 神鵰俠侶（重播） （2013.06.05 - 2013.07.15） |                                 |
| 新白娘子傳奇 （2013.04.23 - 2013.06.04） | 楚留香新傳 （2013.07.16 - 2013.？.？）       |                                 |